# Cal Claramunt dels Tres Trulls
Cal Claramunt dels Tres Trulls és una obra del municipi de Sant Llorenç d'Hortons (Alt Penedès) inclosa en l'Inventari del Patrimoni Arquitectònic de Catalunya.
Es tracta d'una masia composta de planta baixa, pis i golfes, amb coberta a dues vessants, portal d'entrada d'arc de mig punt adovellat. Els balcons són d'un sol portal al primer pis i galeria de finestres a les golfes. Conté masoveria, cellers, premses i altres edificis agrícoles annexes. A l'interior es conserva una arcada de pedra. Al pis superior, hi ha una gran sala repartidora de les habitacions-alcova. Compta amb dues talles, una d'un Sant Antoni, barroc, segle xviii, i un Sant Crist, també de talla del segle xix. Tot el conjunt està decorat amb antiguitats de qualitat. Les golfes s'il·luminen amb tres arquets-balcó. Al jardí existeix una mola de pedra, única resta dels tres trulls que donaren part del nom de la casa.

## Història
Es conserven documents des del s. XV que relacionen la casa amb la parròquia de Gelida i de Piera. Els primers propietaris es deien Claramunt. Ja durant el segle xv es perdé el cognom Claramunt pel motiu d'haver-se casat una pubilla Claramunt amb un Marsal de Vilanova i la Geltrú. Val a dir també que els cognoms tradicionals de la familia des de sempre, són Francesc i Jaume. Antigament es deia can Cartró de la Serra (La Pedrera es deia can Cartró de la Riera) o simplement dels Tres Trulls. L'any 1367 trobem un Arnau Cartró dels Tres Trulls. Els Cartró perduren fins al segle xvii amb la pubilla Eulàlia Cartró que casà (1613) amb Joan Claramunt, de Piera. L'any 1796 els Claramunt venen les propietats a Salvador Mestre, de Sitges, i després passà als Marsal per maridatge. L'any 1831 comptava amb uns 40 jornals.